# After the Break
After the Break è un album del gruppo di folk-rock irlandese dei Planxty, pubblicato dalla Tara Records nel 1979. Il disco fu registrato al "Windmill Lane Studios" di Dublino (Irlanda).

## Tracce
Lato A
1. The Good Ship Kangaroo (C. Moore, D. Lunny, A. Irvine, M. Molloy, L. O'Flynn)
2. East at Glendart / Brian O'Lynn / Pay the Reckoning (Double Jigs) (C. Moore, D. Lunny, A. Irvine, M. Molloy, L. O'Flynn)
3. You Rambling Boys of Pleasure (C. Moore, D. Lunny, A. Irvine, M. Molloy, L. O'Flynn)
4. The Lady on the Island / The Gatehouse Maid / The Virginia / Callaghan's (Reels) (C. Moore, D. Lunny, A. Irvine, M. Molloy, L. O'Flynn)
5. The Well Below the Valley (C. Moore, D. Lunny, A. Irvine, M. Molloy, L. O'Flynn)

Lato B
1. The Rambling Siúler (C. Moore, D. Lunny, A. Irvine, M. Molloy, L. O'Flynn)
2. The Blackberry Blossom / Lucky in Love / The Dairy Maid (Reels) (C. Moore, D. Lunny, A. Irvine, M. Molloy, L. O'Flynn)
3. The Pursuit of Farmer Michael Hayes (C. Moore, D. Lunny, A. Irvine, M. Molloy, L. O'Flynn)
4. Smeceno Horo (Danza bulgara, arrangiamento Planxty)

Edizione CD del 1992, pubblicato dalla Tara Records (TARA CD 3001)
1. The Good Ship Kangaroo – 4:33 (C. Moore, D. Lunny, A. Irvine, M. Molloy, L. O'Flynn)
2. East at Glendart / Brian O'Lynn / Pay the Reckoning (Double Jigs) – 3:43 (C. Moore, D. Lunny, A. Irvine, M. Molloy, L. O'Flynn)
3. You Rambling Boys of Pleasure – 7:48 (C. Moore, D. Lunny, A. Irvine, M. Molloy, L. O'Flynn)
4. The Blackberry Blossom / Lucky in Love / The Dairy Maid (Reels) – 3:11 (C. Moore, D. Lunny, A. Irvine, M. Molloy, L. O'Flynn)
5. The Rambling Siúler – 4:19 (C. Moore, D. Lunny, A. Irvine, M. Molloy, L. O'Flynn)
6. The Lady on the Island / The Gatehouse Maid / The Virginia / Callaghan's (Reels) – 4:58 (C. Moore, D. Lunny, A. Irvine, M. Molloy, L. O'Flynn)
7. The Pursuit of Farmer Michael Hayes – 6:10 (C. Moore, D. Lunny, A. Irvine, M. Molloy, L. O'Flynn)
8. Lord McDonald / The Chattering Magpie – 4:12 (C. Moore, D. Lunny, A. Irvine, M. Molloy, L. O'Flynn)
9. The Bonny Light Horseman – 4:31 (C. Moore, D. Lunny, A. Irvine, M. Molloy, L. O'Flynn)
10. Smeceno Horo (Bulgarian Dance Tune in 9/16 Time) – 4:32 (C. Moore, D. Lunny, A. Irvine, M. Molloy, L. O'Flynn)

## Musicisti
- Christy Moore - voce, chitarra, harmonium, bodhrán
- Donal Lunny - blarge, chitarra
- Liam O'Flynn - cornamuse (uilleann pipes, tin whistle)
- Andy Irvine - voce, mandolino, mandola, hurdy gurdy, bouzouki
- Matt Molloy - flauto, whistle